# World Naked Bike Ride

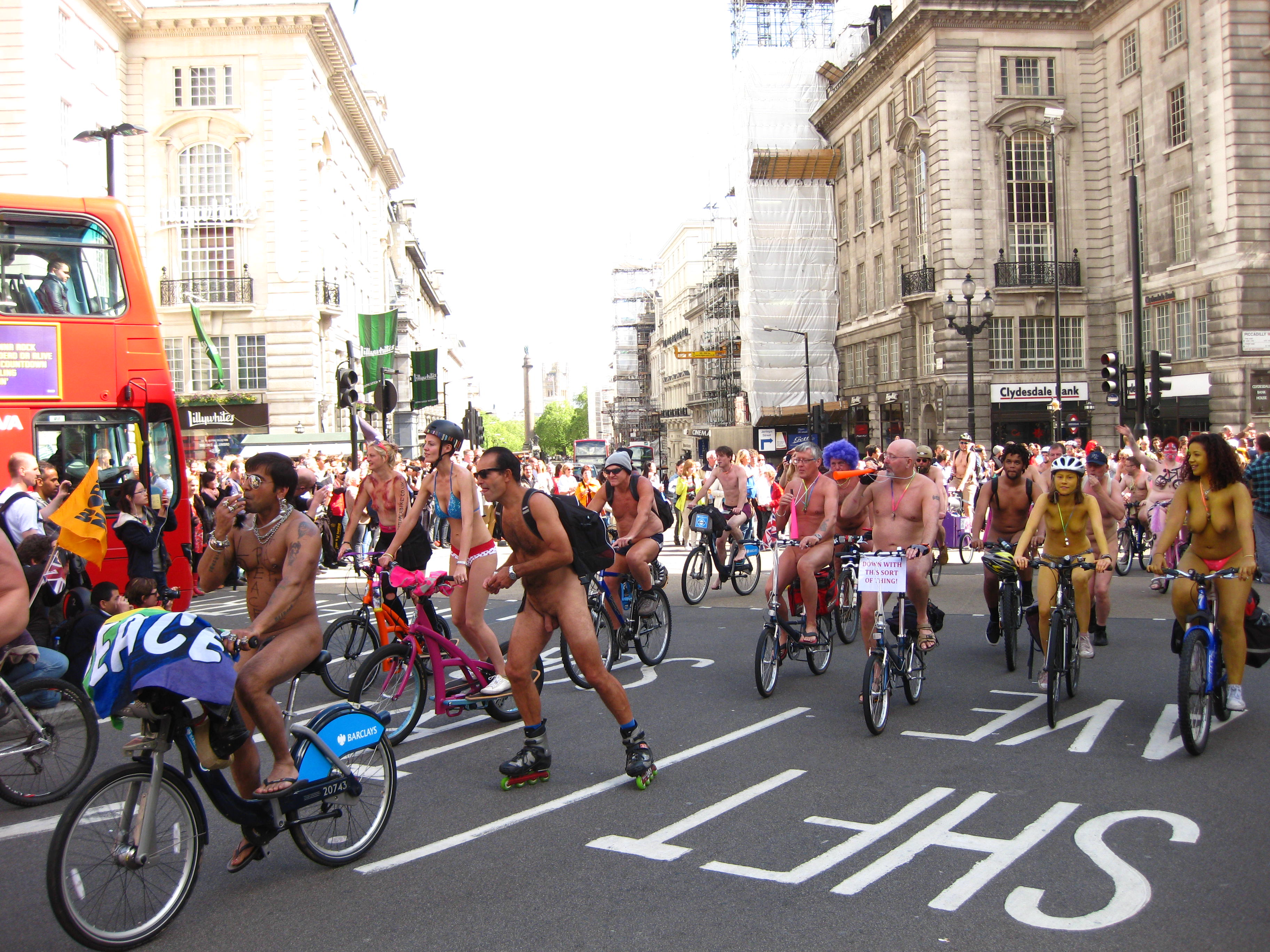
Participantes do World Naked Bike Ride de 2012.

A World Naked Bike Ride (WNBR), também conhecida em português por Pedalada Pelada, é uma campanha global em que os participantes planejam, se encontram e pedalam juntos sem a obrigação de usar roupas utilizando veículos não motorizados como bicicletas, skates e patins).
Os corpos nus da campanha chamam a atenção dos motoristas e da sociedade para a fragilidade dos ciclistas e pedestres no dia a dia do trânsito. Ao não utilizar roupas, os aderentes dão visibilidade aos meios de transportes não motorizados e deixam de ser, durante a campanha, invisíveis.
O objetivo é promover uma visão de segurança no trânsito, de não poluição e de positividade em relação aos corpos das pessoas. É, ao mesmo tempo, um protesto contra os efeitos negativos de petróleo, automóveis e energias não-renováveis.
O código de vestir-se é o quão pelado você ousar, do inglês bare as you dare. A nudez total ou parcial é encorajada, porém não é obrigatória em todas as pedaladas ao redor do mundo. A não obrigatoriedade de cobrir as partes íntimas diferencia essa pedalada dos outros eventos ciclísticos.
A primeira edição oficial do evento ocorreu em 12 de junho de 2004 simultaneamente na Austrália, na Itália, nos Países Baixos, na Rússia e nos Estados Unidos. Durante o tempo também houve edições na Áustria, no Canadá, na República Checa, na Dinamarca, na França, em Israel, no Japão, na Letónia, na Nova Zelândia, na Polónia e na Espanha.

## No Brasil
Em São Paulo, a primeira Pedalada Pelada aconteceu no dia 14 de junho de 2008. A pedalada teve início às 14 horas na Praça do Ciclista, um dos principais pontos de encontro de ciclistas de São Paulo. Segundo os relatos da mídia, a maioria dos ciclistas vestia maiôs e biquínis e um dos manifestantes que estava nu, André Pasqualini,  acabou detido pela polícia.
Desde então a World Naked Bike Ride passou a ser realizada anualmente na capital paulistana. A partir de 2011, a pedalada foi realizada à noite e, com isso, deixou de ser reprimida pela polícia, que acompanhou o passeio sem intervir, mesmo frente à nudez de protesto por parte de vários participantes. Nos anos seguintes, a pedalada também foi realizada no mesmo horário.
Em Porto Alegre, duas edições do Pedalada Pelada aconteceram em 2013. A primeira delas no mês de março e a segunda no mês de dezembro. Ambas protestaram contra a fragilidade do uso das bicicletas na trânsito. Segundo informações da mídia, o evento relembrou o atropelamento de um grupo de ciclistas durante a Massa Crítica em fevereiro de 2011.
Em 2014, a Pedalada Pelada brasileira aconteceu em cinco capitais: Porto Alegre (RS), Florianópolis (SC), Rio de Janeiro (RJ), Belo Horizonte (MG) e São Paulo (SP).

## Galeria

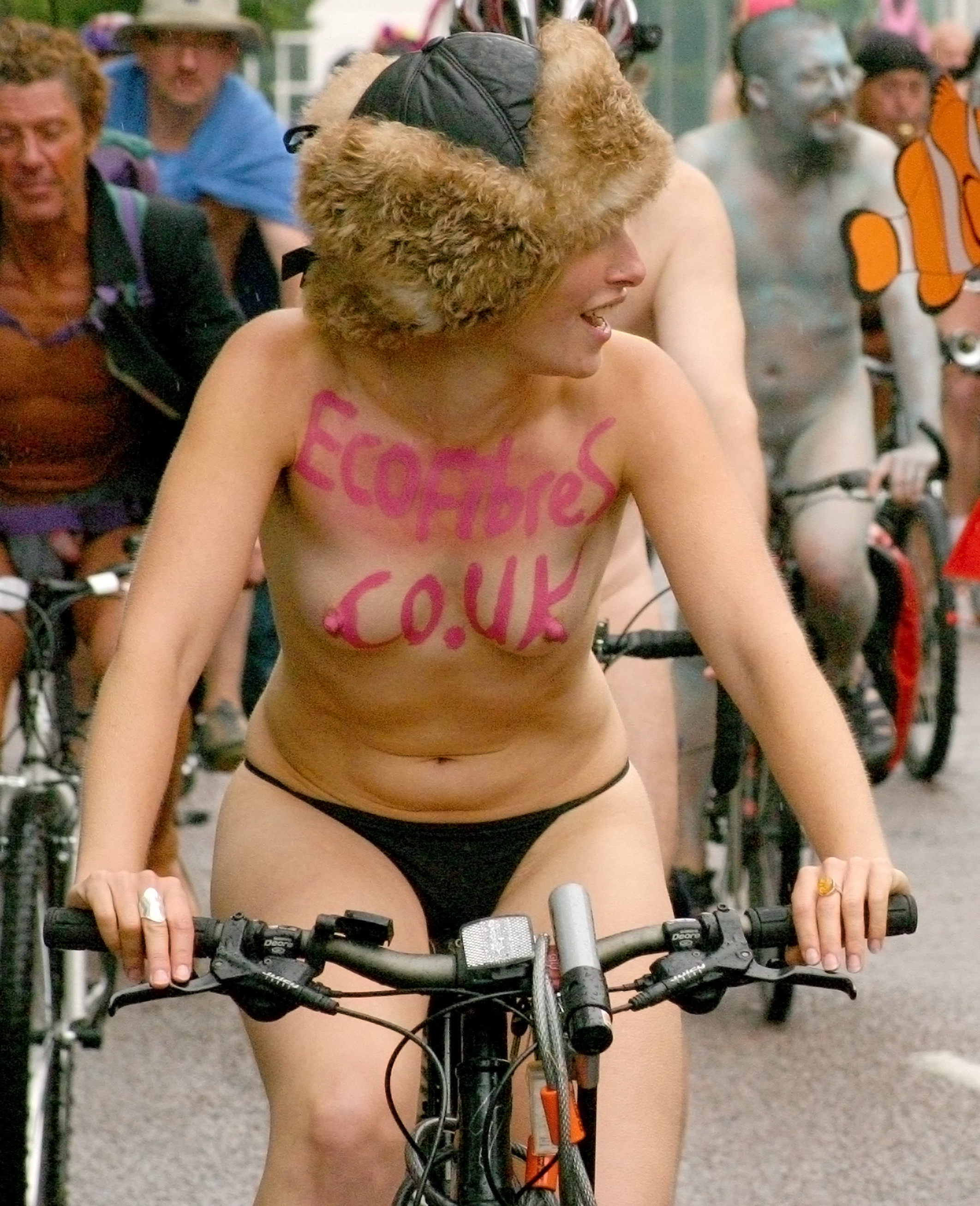
Participante com dizeres em favor do meio ambiente.
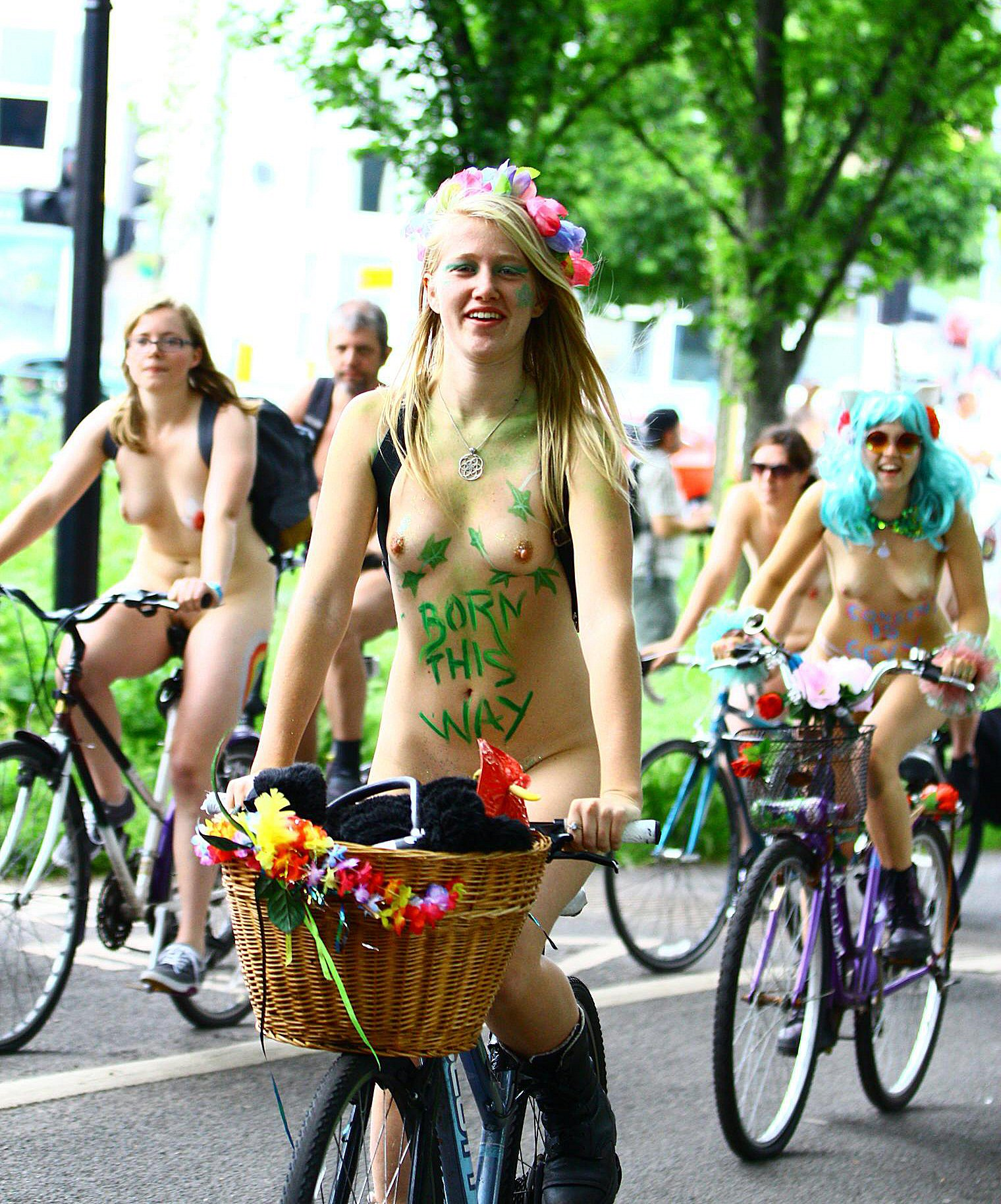
Ciclista naturista, 2015.
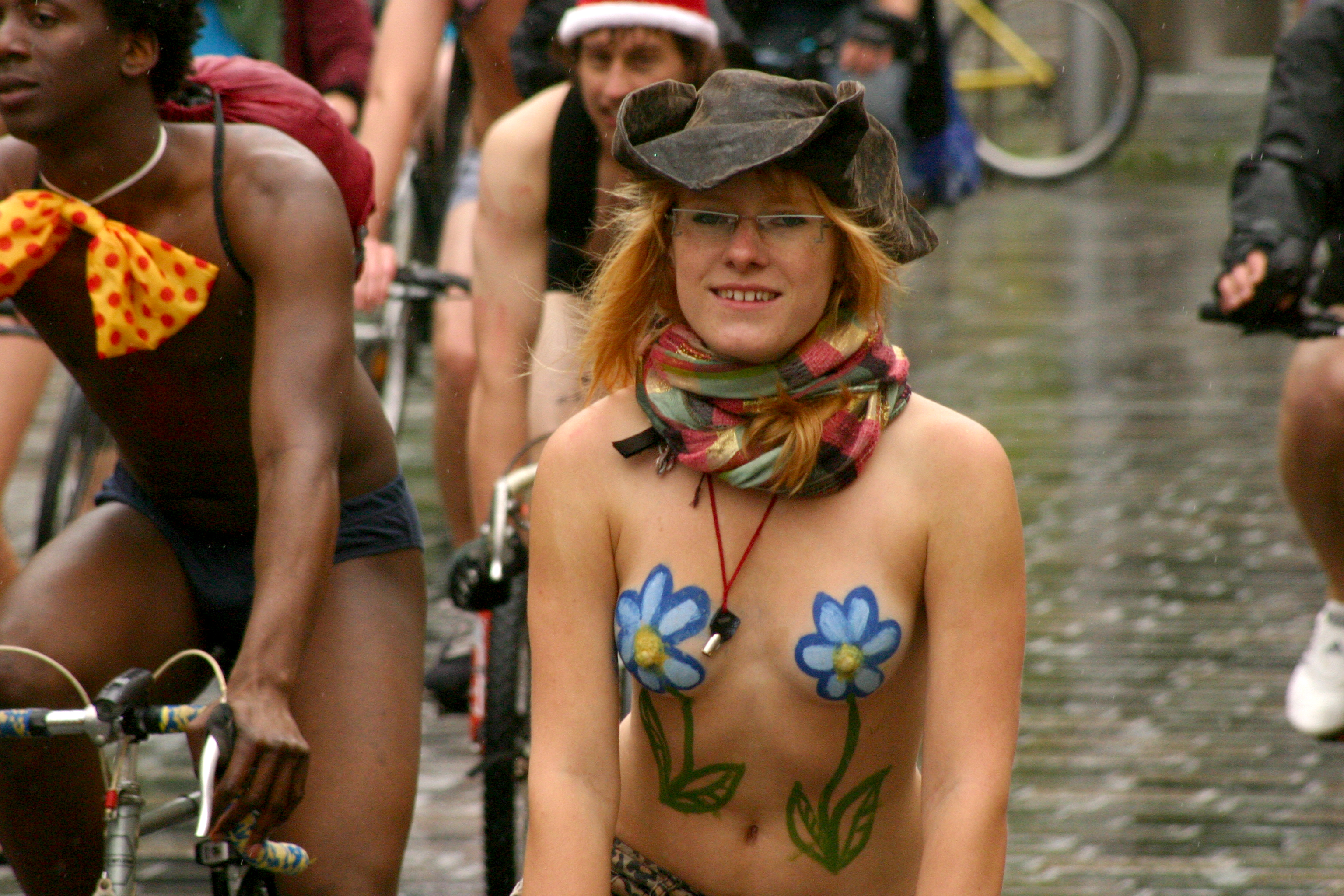
Ciclista com pinturas florais.
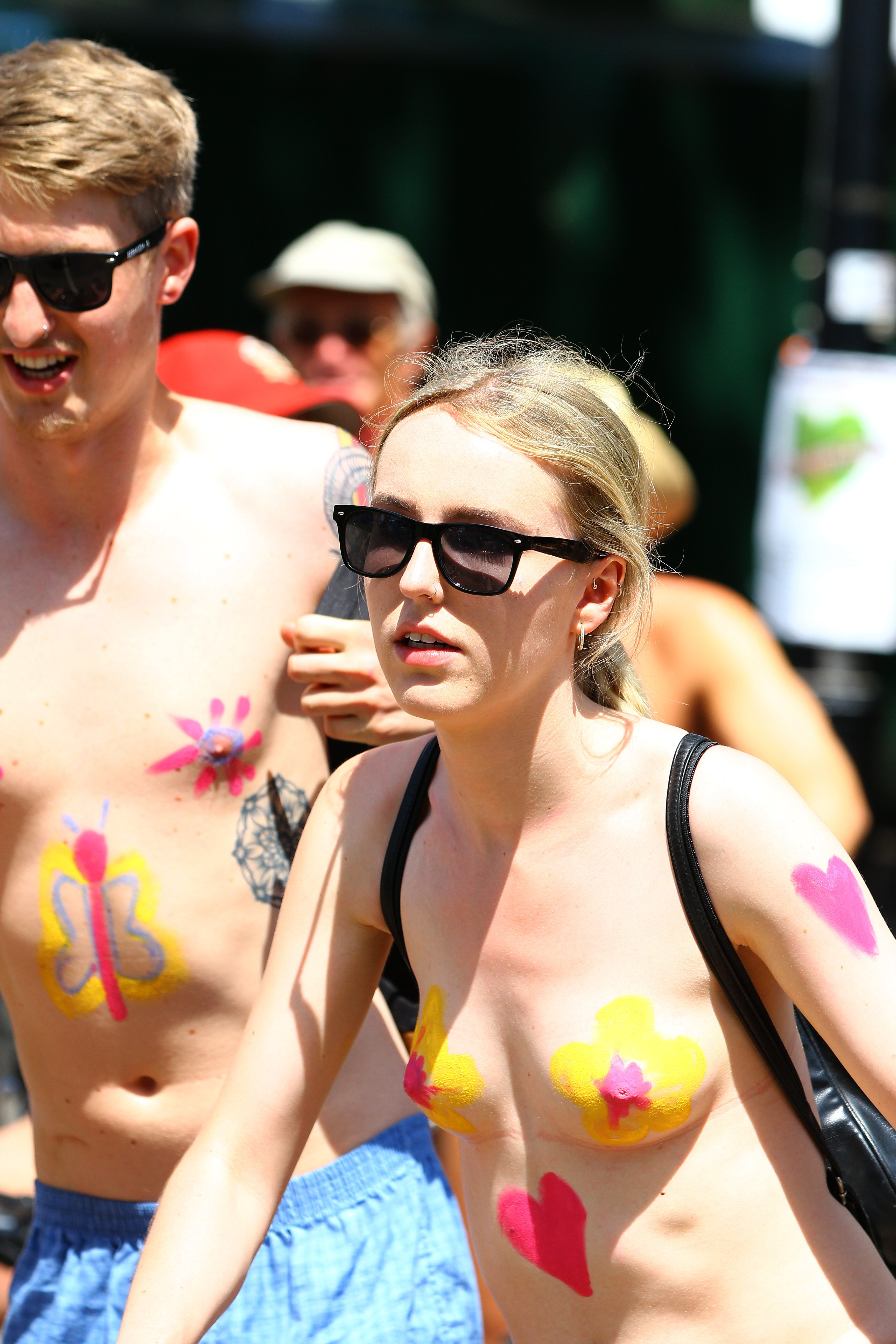
Brighton, 2014
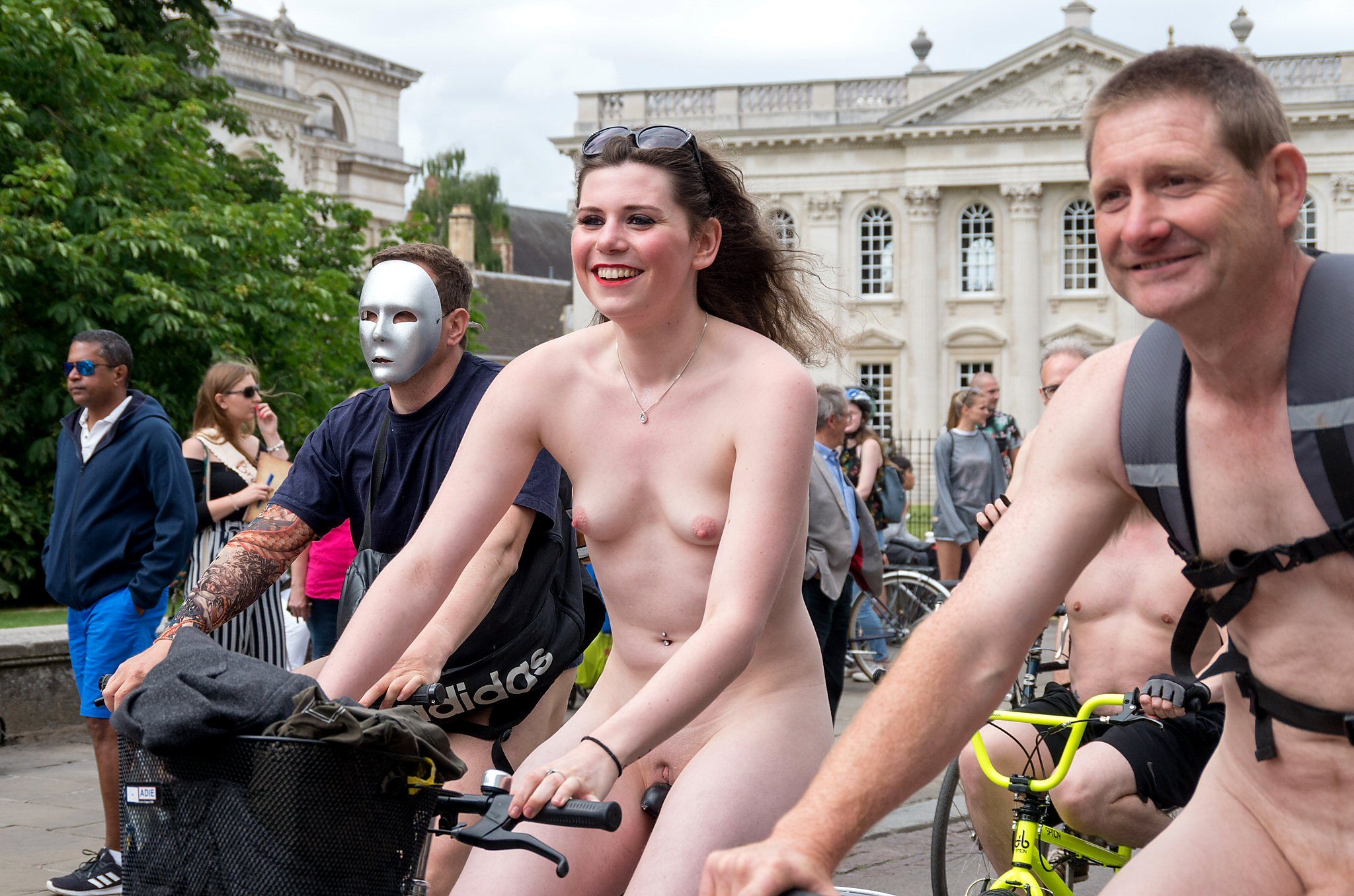
Cambridge, 2018.
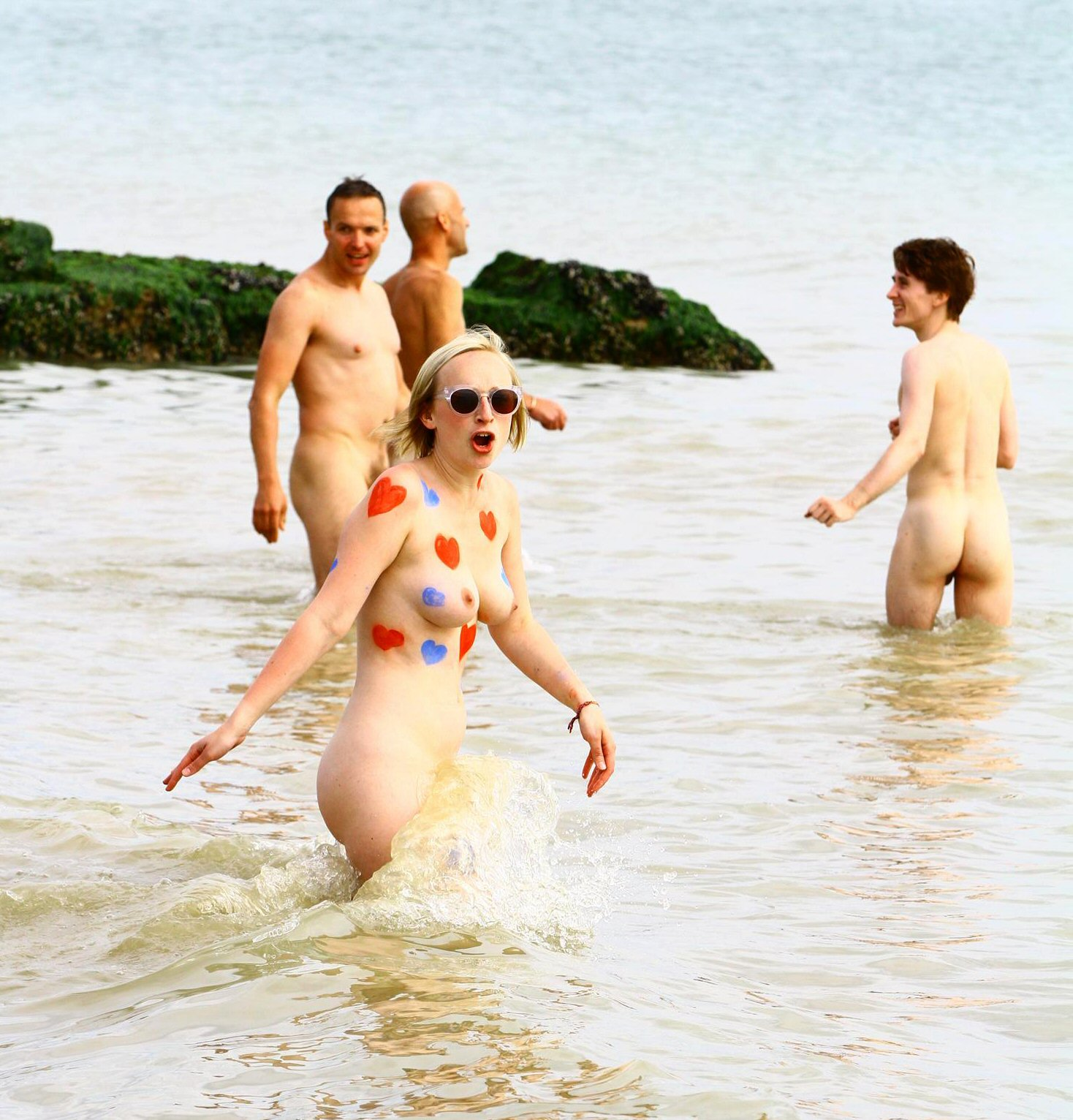
Tradicional banho de mar após corrida em Brighton.
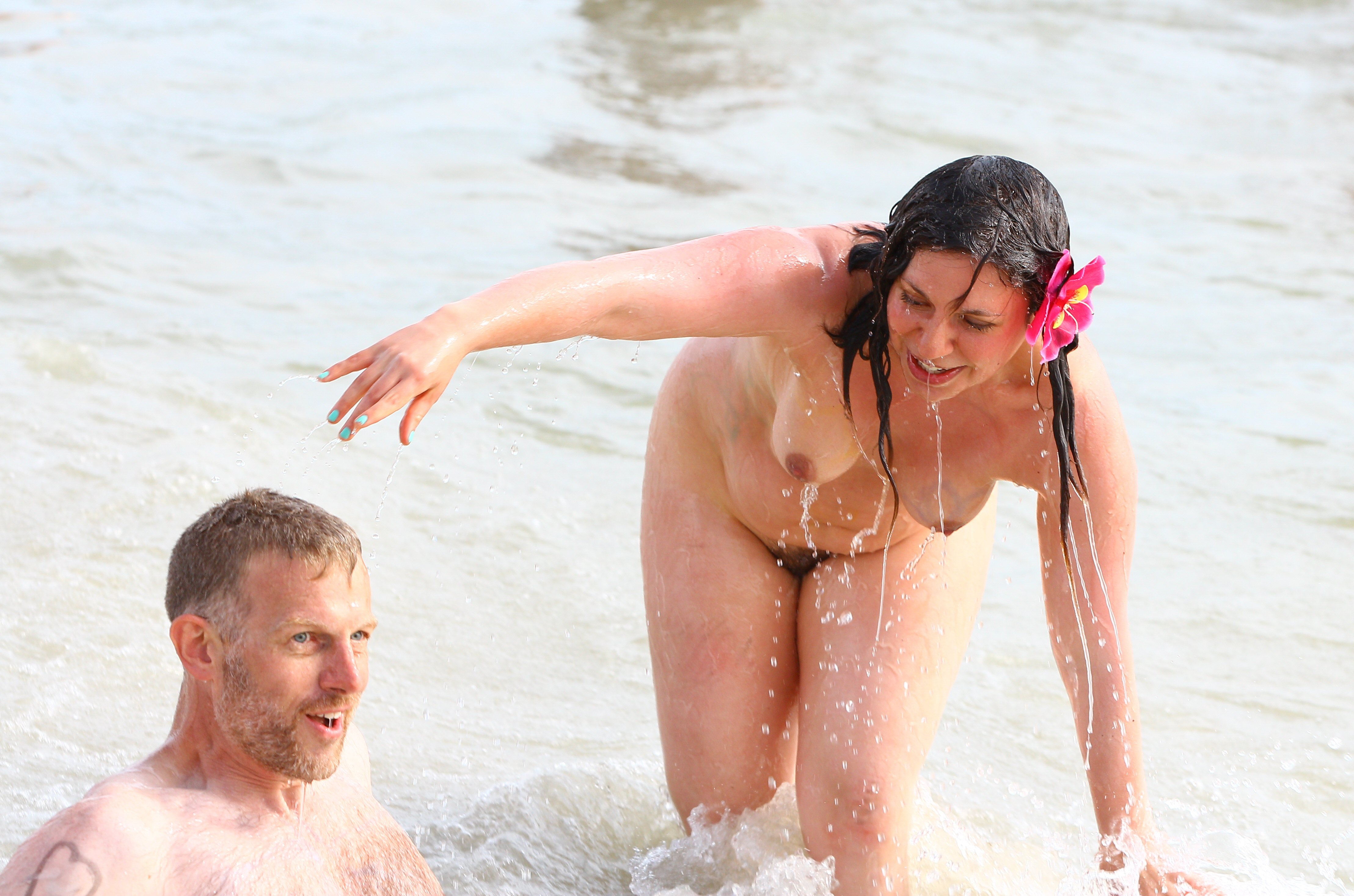
Tradicional banho de mar após corrida em Brighton.

### Ligações oficiais
- World Naked Bike Ride - site oficial com  informações gerais e outros recursos
- World Naked Bike Ride wiki – lista dos próximos eventos e dos antigos, provê informações sobre como ingressar e como criar novos eventos